# 芒特博羅 (阿拉巴馬州)
芒特博羅（英語：Mountainboro）是一個位於美國阿拉巴馬州埃托瓦縣的非建制地區。根據2000年美國人口普查，該地人口數量有338人，而該地的面積為2.8平方公里（即0.8平方英里）。

## 地理
芒特博羅的座標為34°08′52″N 86°07′54″W / 34.14777°N 86.13166°W，而該地最高點為海拔高度339米（即1112英尺）。